# Point- und Figure-Chart
Point- und Figure-Chart ist eine Darstellungsform für Wertpapiere, welche in der technischen Analyse benutzt wird, um Kursverläufe zu analysieren. Sie unterscheidet sich von anderen Charttechniken vor allem darin, dass sie keine Zeitachse besitzt, sondern die reine Kursbewegung abbildet. Verwendet wird sie vor allem von Aktienhändlern in den USA.
Ob die Point- und Figure-Analyse, ebenso wie die technische Analyse allgemein, in der Lage ist, eine Überrendite zu erzielen, wird von Kritikern bezweifelt.

## Geschichte
Charles Dow hat Ende des 19. Jahrhunderts damit angefangen, Kursdaten zu organisieren und abzubilden. Er hat seine Methode "Figuring" genannt und damit den Grundstein zur Point- und Figure-Methode gelegt, welche einen anderen Weg darstellt, wie Kursdaten organisiert und abgebildet werden. Da anfangs verschiedene Namen verwendet und nicht alles publiziert wurde, ist der genaue Ursprung nicht eindeutig. Die erste Veröffentlichung, in der die Methode beschrieben ist, ist das vom anonymen Autor Hoyle 1898 veröffentlichte Werk "The game in Wall Street and how to play it successfully". Der Begriff „Point and Figure“ tauchte das erste Mal in den 1930er Jahren bei Taylor und DeVilliers in ihrem Buch On Point and Figure Charting auf.

## Methodik zum Erstellen der Charts

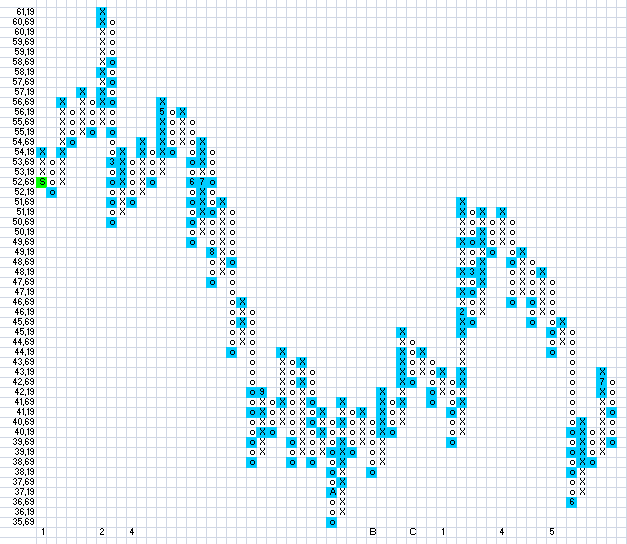
Point- und Figure-Chart der Deutschen Börse AG

Die höchste Aufmerksamkeit wird dem reinen Kursverlauf gewidmet. Die y-Achse dient dem Darstellen der Kurswerte, während auf der x-Achse lediglich als Orientierungshilfe die Monate aufgetragen werden können. Hier wird der Unterschied zu gewöhnlichen Koordinationssystemen deutlich: wo ein Wert eingetragen wird, hängt nicht von der x-Achse ab, sondern was wo auf der x-Achse eingetragen wird, hängt vom Wert ab.
Die Auftragung der Kursverläufe geschieht nach folgenden Regeln:
Fällt der Kurs, so trägt man untereinander O-Zeichen ein, steigt der Kurs, so trägt man übereinander X-Zeichen ein. Sobald sich das Vorzeichen der Kursbewegung ändert, wird eine neue Spalte begonnen, so dass keine X- und O-Zeichen in der gleichen Spalte zu finden sind.
Für das Eintragen der Monate greift man auf die Zahlen 1–9 für die Monate Januar bis September zurück, während man für Oktober bis Dezember die Buchstaben A–C benutzt. Dies hat den einfachen Grund, die Übersichtlichkeit zu bewahren. Findet innerhalb einer Spalte ein Monatsübergang statt, so trägt man anstelle des Zeichens direkt das Kürzel für den Monat in die Spalte ein.
Die Zeichen bezeichnet man auch als Boxgröße (Namensherkunft: bevor es Computer gab, wurde die Methode auf Karopapier aufgetragen, in jedes Kästchen kam hierbei ein Zeichen: die Boxgröße) und ist die vorher festgelegte Kurseinheit, ab welcher Kursänderung ein neues Zeichen eingetragen wird. Dabei muss es sich nicht um eine lineare Skala handeln, sondern es kann auch eine logarithmische Skala benutzt werden. Der große Vorteil liegt darin, dass mit einer logarithmischen Skala nicht der absolute Kurswechsel dargestellt wird, sondern der relative.
Weiterhin wird vorher festgelegt, ab welcher Kursänderung eine neue Spalte begonnen wird. Am gebräuchlichsten sind Drei-Punkt-Umkehrcharts, aber auch Ein-Punkt- und Fünf-Punkt-Umkehrcharts werden verwendet. Dabei bezeichnet die Zahl im Namen, um das wievielfache der Kurseinheit, der Kurs sich ändern muss. (Zur Erläuterung: wenn beispielsweise die Kurseinheit auf 0,45 festgesetzt wird, dann muss sich der Kurs bei einem Drei-Punkt-Umkehrchart um 3*0,45 = 1,35 in die entgegengesetzte Richtung ändern, damit eine neue Spalte begonnen wird.)
Auf der Abbildung ist ein Drei-Punkt-Umkehrchart der bereinigten Schlusskurse der Deutschen Börse AG zu sehen. Als Boxgröße wurde 0,5 € und als Zeitraum der 1. Januar 2011 bis 1. Juli 2012 gewählt. Der Chart beginnt bei einem Wert von 52,69 €, welcher mit einem "S" gekennzeichnet und grün markiert ist. Anschließend steigt der Kurs auf über 54,19 €, bevor eine Umkehr auf 52,19 € stattfindet – die Darstellung wechselt von X-Zeichen in O-Zeichen und eine neue Spalte beginnt. Die Monate sind auf der Rechtsachse aufgetragen. Außer den Auf- und Abwärtsbewegungen sind zusätzlich die Schlusskurse farbig markiert. Dies gewinnt als zusätzliche Information, ob die Aufwärts- und Abwärtsbewegungen einem oder mehreren Werten geschuldet sind.

## Analyse der Charts

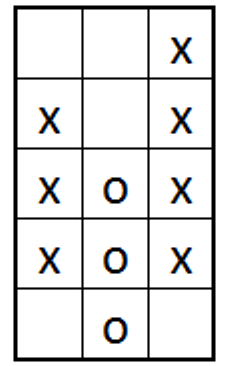
Einfaches Kaufsignal

Aus dem Chart lassen sich viele Signale herauslesen, die alle auf einem Grundsignal beruhen, welches rechts in der Graphik abgebildet ist.
Ein einfaches Kaufsignal umfasst drei Säulen. Die erste und dritte Säule sind Aufwärtsbewegungen und die zweite Säule eine Abwärtsbewegung. Damit ein Kaufsignal entsteht, darf die zweite Säule nicht mehr Kurseinheiten abwärts laufen, als die erste Säule aufwärts gelaufen ist und außerdem muss die dritte Säule die erste um mindestens eine Kurseinheit überbieten.
Außer der reinen Analyse der Charts ist es möglich, weitere Informationen in das Chart einzubauen: Am häufigsten werden Widerstands- und Unterstützungslinien verwendet (auch Hausse- und Baisselinien genannt). Dies sind 45-Grad-Linien, welche schräg nach unten, beziehungsweise schräg nach oben verlaufen und oberhalb des höchsten, beziehungsweise unterhalb des tiefsten Punktes im Diagramm beginnen.
Weitere, häufig benutzte Trendlinien sind gleitende Durchschnitte sowie Bollinger-Bänder. Auch Indikatoren wie der Bullish-Percent-Index (BPI) und der Relative-Stärke-Index (RSI) werden verwendet.